# Pierre Berchem

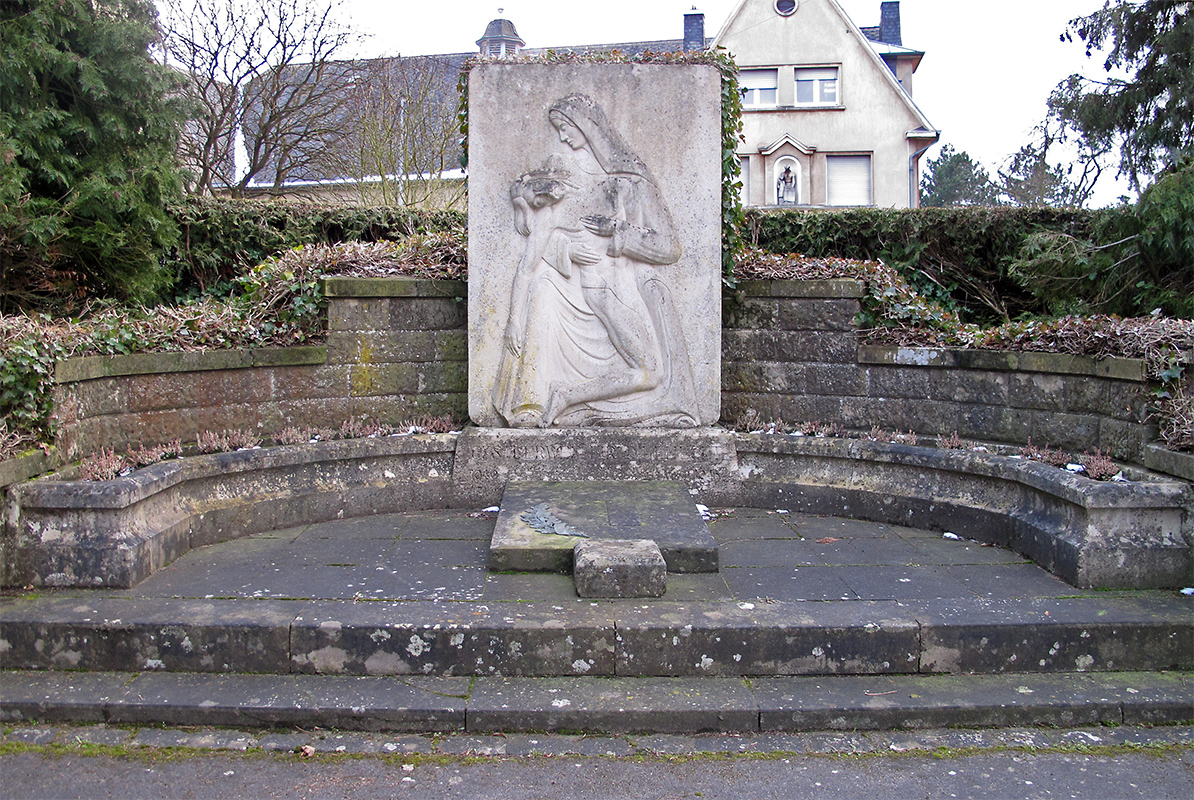
Oorlogsmonument (1956), Gasperich.

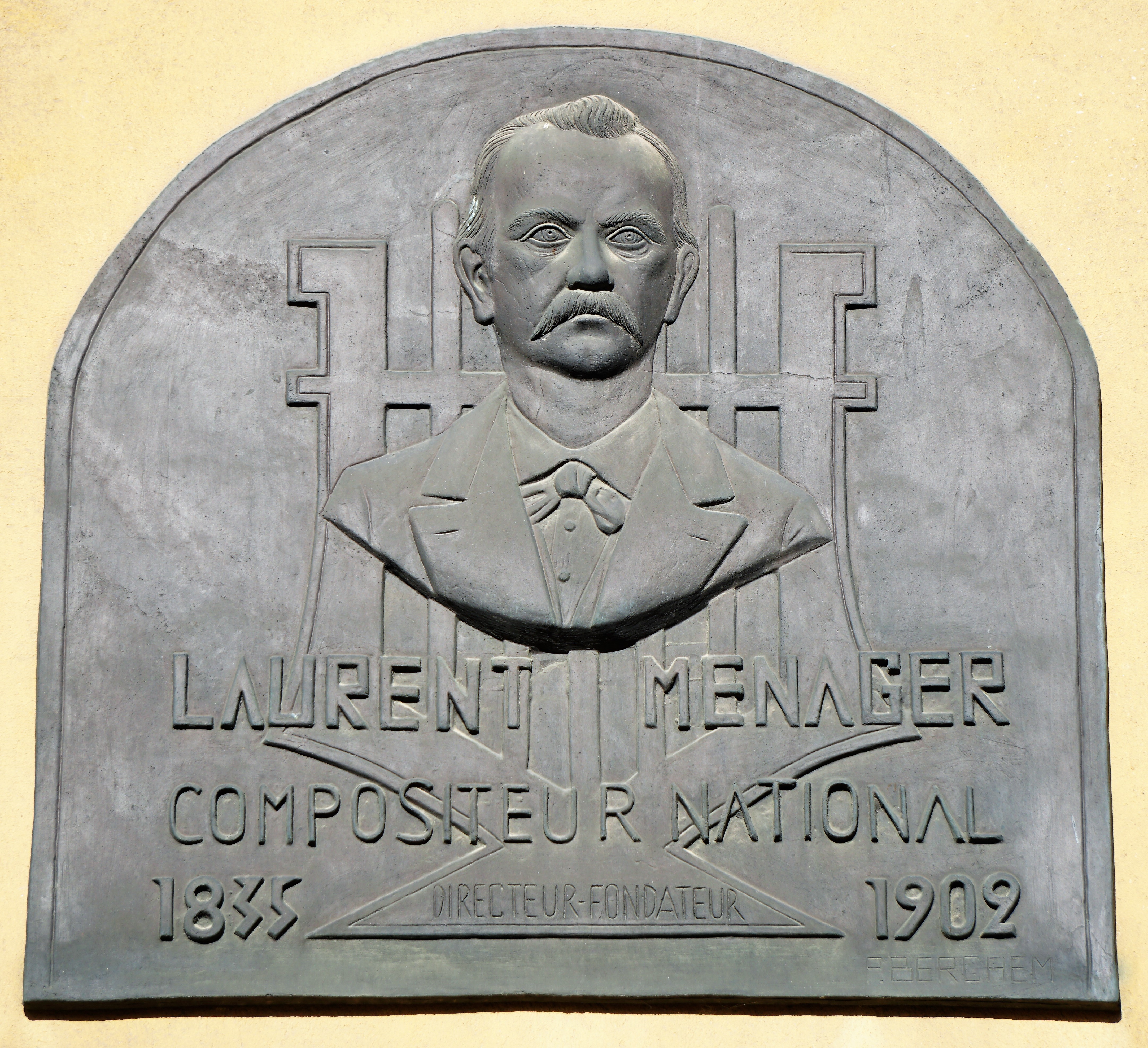
Gedenkplaquette Laurent Menager (1957), Pfaffenthal.

Pierre Henri Berchem (Luxemburg-Stad, 16 december 1929 – Crauthem, 1 mei 2019) was een Luxemburgs beeldhouwer en kunstschilder.

## Leven en werk
Pierre Berchem was een zoon van Léon Berchem en Marthe Jans en een kleinzoon van de schilder Antoine Jans. Hij bezocht de Industrieschool en de École d'artisans de l'État in Luxemburg, waar hij schilderles kreeg van Jean-Pierre Calteux. In 1947 haalde hij zijn diploma als decoratieschilder. Hij werkte daarna nog een jaar op de beeldhouwafdeling bij Lucien Wercollier en Henri Demuth. Berchem studeerde verder aan de Sint-Lucasinstituut en de Koninklijke Academie voor Schone Kunsten van Luik, als leerling van de beeldhouwer Marceau Gillard.  Hij werkte enige tijd op het atelier van beeldhouwer André Del Debbio in Parijs.
Berchem schilderde en tekende dieren, landschappen, karakterstudies en clowns. Hij maakte figuratief en abstract beeldhouwwerk, onder meer voor een aantal oorlogsmonumenten. Hij exposeerde in binnen- en buitenland, vanaf 1974 voornamelijk in zijn eigen atelier in de hoofdstad. Hij werd in 1976, naast onder anderen Roger Dornseiffer en Ger Maas, benoemd tot ridder in de Orde van Verdienste van het Groothertogdom Luxemburg.
Pierre Berchem overleed op 89-jarige leeftijd.

## Enkele werken
- 1951 mannenfiguur, stenen reliëf, oorlogsmonument in Clausen.[7]
- 1951 mannenfiguur, stenen reliëf, oorlogsmonument in Neudorf.[8]
- 1953 bronzen portretmedaillon van auteur Batty Weber voor de Batty Weber-stele in Rumelange.[9]
- 1954 piëta, sculptuur, oorlogsmonument bij de kerk in Limpertsberg.[10]
- 1956 piëta, stenen reliëf van 200 x 130 cm, oorlogsmonument tussen de kerk en pastorie in Gasperich
- 1957 bronzen gedenkplaquette met portret van Laurent Menager boven de entree van het verenigingsgebouw van Sang a Klang in Pfaffenthal.[11]
- 1958 piëta, stenen reliëf van 150 x 90 cm, oorlogsmonument aan de noordzijde van de kerktoren in Bettel. Gedateerd 1958, onthuld in 1959.[12]
- 1960 bronzen reliëfportret van Nik Welter.[13]
- buste van vader Léon Berchem